# Ministerio de Ultramar
El Ministerio de Ultramar, llamado en sus primeras etapas Secretaría de Estado y del Despacho de Indias, fue el departamento ministerial encargado de la dirección de los territorios de ultramar que conformaban el Imperio español.
Durante la mayor parte de la historia de España, los asuntos imperiales estuvieron a cargo de la Secretaría de Marina, pero en algunos periodos estuvieron de forma independiente, a saber: entre 1754 y 1787, de 1812 a 1815, de 1820 a 1823 y de 1863 a 1899. Además, entre 1787 y 1790 la cartera, aunque independiente de otros departamentos, estuvo dividida en dos.
Entre 1885 y 1898, ocupó el edificio de la Cárcel de Corte, que en 1901 pasó a llamarse el Palacio de Santa Cruz, para albergar al Ministerio de Estado.

## Historia
Antes de la existencia de este departamento, era el Consejo de Indias el órgano de la Corona española que tenía la misión de gobernar e impartir justicia en los territorios españoles en América y Asia. 
Posteriormente, por Real Decreto de 30 de noviembre de 1714, el rey Felipe V dividió las Secretarías del Despacho Universal existentes en cinco, siendo una de ellas la Secretaría de Estado y del Despacho de Marina e Indias, que se le confió a Bernardo Tinajero de la Escalera. Durante toda su historia, existirá de forma intermitente entre la independencia y la dependencia del Departamento de Marina. 
A principios de 1715 se suprimió el Ministerio de Marina e Indias, repartiéndose sus competencias entre las secretarías de Guerra y de Justicia, de tal forma que los asuntos militares y navales de las indias quedaron en la primera, y todo lo relativo a gobierno interior y fomento económico-comercial de las indias en la segunda. Esto no durará demasiados años, y en 1721 se restablece el Ministerio de Marina e Indias, en el que, a partir de la década de 1730, los asuntos de indias empiezan a adquirir autonomía respecto de los de marina, incluso con plantillas propias de oficiales, que desembocará en la eventual separación de ambos ramos.

### Secretaría de Indias
Así, en 1754, tras la caída del marqués de la Ensenada, sus oficios fueron dividos entre diferentes personalidades y, por lo que respecta a la Secretaría de Marina e Indias, esta se desdobló en dos, confiándose Indias al secretario de Estado, Ricardo Wall, y Marina a Julián de Arriaga y Ribera. Sin embargo, un mes después, Wall, que aspiraba a controlar la cartera de Marina, acabó por perder Indias, que se le confirió también a Arriaga, si bien como dos secretarias independientes bajo un mismo ministro.
Tras la muerte de Arriaga en 1776, José de Gálvez y Gallardo fue nombrado ministro de Indias, siendo el último ministro que dirigió el ramo de forma independiente en esta primera etapa. Asimismo, durante el mandato de este ministro se reorganizó el gobierno de los asuntos de ultramar, y se pasó de nueve oficiales en 1776 a diecinueve en 1787.

### La división de 1787
El 17 de junio de 1787 falleció en Aranjuez el ministro José de Gálvez, titular de la Secretaría de Estado y del Despacho de Indias. El secretario de los despachos de Estado y de Gracia y Justicia, el conde de Floridablanca, asumió interinamente estos asuntos, pero el tamaño de los negocios era tal que debilitaba su salud, por lo que al final, por Real Decreto de 8 de julio de 1787, se determinó la división de la magistratura en dos: por una parte, se estableció una Secretaría de Gracia y Justicia para las Indias, a cargo de Antonio Porlier, y por otra la Secretaría de Guerra, Hacienda, Comercio y Navegación de Indias, que fue confiada al entonces ministro de Marina, Antonio Valdés y Fernández Bazán. Sin embargo, tres años después, por Real Decreto de 25 de abril de 1790, los asuntos de las indias se dividieron por ramos, asumiendo las secretarías tradicionales los asuntos de América.

### Guerras napoleónicas
Dos décadas después, durante las Guerras napoleónicas, se aprobó la Constitución de Cádiz, que restableció este departamento independiente bajo el nombre de Secretaría de Estado y del Despacho de la Gobernación de Ultramar. Se le confió entonces a Tomás González Calderón, aunque nunca llegó a tomar posesión del cargo y fue Ciriaco González Carvajal quien, interinamente, asumió el cargo. Se mantuvo hasta el retorno de Fernando VII como monarca absoluto, que restableció brevemente la cartera de Indias hasta su disolución en septiembre de 1815. Con el breve restablecimiento de la Constitución durante el Trienio Liberal, este departamento también se recuperó.
En 1836 la reforma de la administración propició la aparición de los ministerios, sin embargo el gobierno de Ultramar se incluyó dentro de la Secretaría de Estado y Despacho de Marina, Comercio y Gobierno de Ultramar, con departamentos dedicados a esta tarea también en los Ministerios de Guerra, Gobernación, Hacienda y Estado. Posteriormente, en 1851 el gobierno de ultramar, salvo lo relativo a los ministerios mencionados, pasó a la Presidencia del Consejo de Ministros, que creó a tal efecto una Dirección General del Ultramar. La Dirección General fue suprimida a través del Real Decreto del 30 de mayo de 1856, pero esta supresión no duró demasiado ya que el Real Decreto del 14 de junio de ese mismo año restituyó la Dirección General. 
Finalmente, mediante el Real Decreto del 20 de mayo de 1863, se restableció el Ministerio de Ultramar encargado de la administración de las colonias españolas, salvo las atribuciones de Hacienda, Guerra y Estado según el Real Decreto del 19 de mayo de 1854.
El Ministerio de Ultramar se mantuvo hasta que fue suprimido mediante el Real Decreto del 20 de abril de 1899 debido a la falta de atribuciones tras las pérdidas de las provincias de ultramar, como consecuencia de la Guerra de Independencia cubana de 1898 y del Tratado germano-español de 1899, repartiéndose sus asuntos entre el resto de departamentos.
Los ministerios de Fomento y Hacienda liquidaron los asuntos pendientes de Ultramar bajo los gobiernos de Sagasta y Silvela, respectivamente. Desde 1912 los asuntos de ultramar de España (protectorado de Marruecos, la Guinea Española, el Sáhara y Río de Oro) estuvieron a cargo de la Presidencia del Consejo de Ministros y, a partir de 1925, dependieron directamente de la Dirección General de Marruecos y Colonias.

## Evolución histórica
- Secretaría de Estado y Despacho de Marina e Indias (1714-1715; 1721-1754)
- Secretaría de Estado y Despacho de Indias (1754-1787)
- Secretaría de Estado y Despacho de Gracia y Justicia de Indias (1787-1790)
- Secretaría de Estado y Despacho de Guerra, Hacienda, Comercio y Navegación de Indias (1787-1790)
- Secretaría de Estado y Despacho de la Gobernación de Ultramar (1812-1814)
- Secretaría de Estado y Despacho de Indias (1814-1815)
- Secretaría de Estado y Despacho de la Gobernación de Ultramar (1820-1823)
- Secretaría de Estado y Despacho de Marina, Comercio y Gobernación de Ultramar (1836-1847)
- Dirección General de Gobierno de Ultramar 
  - Incluida en la Presidencia del Consejo de Ministros (1851-1854)
  - Incluida en el Ministerio de Estado (1854-1856)
  - Suprimido (1856)
  - Incluida en el Ministerio de Fomento (1856-1856)
  - Incluida en el Ministerio de Estado (1856-1858)
  - Presidencia del Consejo de Ministros, Guerra y Ultramar (1858-1863)
- Ministerio de Ultramar (1863-1899)

## Lista de ministros
Esta lista recoge, en exclusiva, aquellas personas que ostentaron la titularidad del departamento de asuntos coloniales de forma autónoma. Para otros periodos, buscar los artículos correspondientes.
| Nombre | Nombre                                                                                   | Inicio                                                                                   | Fin                                                                                      | Duración                                                                                 | Partido                                                                                  | Gobierno                                                                                 | Gobierno                           | Gobierno                                             |
| --- | ---------------------------------------------------------------------------------------- | ---------------------------------------------------------------------------------------- | ---------------------------------------------------------------------------------------- | ---------------------------------------------------------------------------------------- | ---------------------------------------------------------------------------------------- | ---------------------------------------------------------------------------------------- | ---------------------------------- | ---------------------------------------------------- |
| Antes de 1754, parte de la Secretaría de Marina e Indias. Véase el artículo del Ministerio de Marina. |                                                                                          |                                                                                          |                                                                                          |                                                                                          |                                                                                          |                                                                                          |                                    |                                                      |
| Secretaría de Estado y del Despacho de Indias (1754-1787) |                                                                                          |                                                                                          |                                                                                          |                                                                                          |                                                                                          |                                                                                          |                                    |                                                      |
| | Ricardo Wall (1694-1777)                                                                 | 22 de julio de 1754                                                                      | 20 de agosto de 1754                                                                     | 29 días                                                                                  |                                                                                          |                                                                                          | Ricardo Wall (1754-1763)           | Fernando VI (1746-1759)                              |
| | Julián de Arriaga (1700-1776)                                                            | 20 de agosto de 1754                                                                     | 28 de enero de 1776                                                                      | 21 años y 161 días                                                                       |                                                                                          |                                                                                          | Carlos III (1759-1788)             |                                                      |
| | Julián de Arriaga (1700-1776)                                                            | 20 de agosto de 1754                                                                     | 28 de enero de 1776                                                                      | 21 años y 161 días                                                                       | Jerónimo Grimaldi (1763-1776)                                                            |                                                                                          | Carlos III (1759-1788)             |                                                      |
| | José de Gálvez y Gallardo (1720-1787)                                                    | 28 de enero de 1776                                                                      | 17 de junio de 1787                                                                      | 11 años y 140 días                                                                       |                                                                                          |                                                                                          | Carlos III (1759-1788)             |                                                      |
| | José de Gálvez y Gallardo (1720-1787)                                                    | 28 de enero de 1776                                                                      | 17 de junio de 1787                                                                      | 11 años y 140 días                                                                       | Conde de Floridablanca (1776-1792)                                                       |                                                                                          | Carlos III (1759-1788)             |                                                      |
| | José Moñino y Redondo (1728-1808) ministro interino                                      | 17 de junio de 1787                                                                      | 8 de julio de 1787                                                                       | 21 días                                                                                  |                                                                                          |                                                                                          | Carlos III (1759-1788)             |                                                      |
| División de los asuntos de indias (1787-1790) |                                                                                          |                                                                                          |                                                                                          |                                                                                          |                                                                                          |                                                                                          |                                    |                                                      |
| | Secretaría de Estado y del Despacho de Gracia y Justicia de Indias                       | Secretaría de Estado y del Despacho de Gracia y Justicia de Indias                       | Secretaría de Estado y del Despacho de Gracia y Justicia de Indias                       | Secretaría de Estado y del Despacho de Gracia y Justicia de Indias                       | Secretaría de Estado y del Despacho de Gracia y Justicia de Indias                       | Secretaría de Estado y del Despacho de Gracia y Justicia de Indias                       | Conde de Floridablanca (1776-1792) | Carlos III (1759-1788)                               |
| Antonio Porlier (1722-1813) | 8 de julio de 1787                                                                       | 25 de abril de 1790                                                                      | 2 años y 291 días                                                                        |                                                                                          |                                                                                          |                                                                                          | Conde de Floridablanca (1776-1792) | Carlos III (1759-1788)                               |
| | Secretaría de Estado y del Despacho de Guerra, Hacienda, Comercio y Navegación de Indias | Secretaría de Estado y del Despacho de Guerra, Hacienda, Comercio y Navegación de Indias | Secretaría de Estado y del Despacho de Guerra, Hacienda, Comercio y Navegación de Indias | Secretaría de Estado y del Despacho de Guerra, Hacienda, Comercio y Navegación de Indias | Secretaría de Estado y del Despacho de Guerra, Hacienda, Comercio y Navegación de Indias | Secretaría de Estado y del Despacho de Guerra, Hacienda, Comercio y Navegación de Indias | Conde de Floridablanca (1776-1792) | Carlos IV (1788-1808)                                |
| Antonio Valdés y Fernández Bazán (1744-1816) | 8 de julio de 1787                                                                       | 25 de abril de 1790                                                                      | 2 años y 291 días                                                                        |                                                                                          |                                                                                          |                                                                                          | Conde de Floridablanca (1776-1792) | Carlos IV (1788-1808)                                |
| Asuntos repartidos por materia entre los diferentes ministerios. |                                                                                          |                                                                                          |                                                                                          |                                                                                          |                                                                                          |                                                                                          |                                    |                                                      |
| Secretaría de Estado y del Despacho de la Gobernación de Ultramar (1812-1814) |                                                                                          |                                                                                          |                                                                                          |                                                                                          |                                                                                          |                                                                                          |                                    |                                                      |
| | Tomás González Calderón (1740-1814)                                                      | 23 de junio de 1812                                                                      | 14 de enero de 1813                                                                      | Titular del cargo. No llegó a servir.                                                    | Liberales Moderados                                                                      |                                                                                          | Carlos Martínez de Irujo y Tacón   | Fernando VII (1808-1833)                             |
| | Ciriaco González Carvajal (1745-1828) ministro interino                                  | 23 de junio de 1812                                                                      | 23 de octubre de 1812                                                                    | 122 días                                                                                 | Liberales Moderados                                                                      |                                                                                          | Pedro Gómez Labrador               | Fernando VII (1808-1833)                             |
| | José Limonta ministro interino                                                           | 23 de octubre de 1812                                                                    | 5 de agosto de 1813                                                                      | 286 días                                                                                 | Liberales Moderados                                                                      |                                                                                          | Pedro Gómez Labrador               | Fernando VII (1808-1833)                             |
| | José Limonta ministro interino                                                           | 23 de octubre de 1812                                                                    | 5 de agosto de 1813                                                                      | 286 días                                                                                 | Liberales Moderados                                                                      | Antonio Cano Ramírez de Arellano                                                         |                                    | Fernando VII (1808-1833)                             |
| | Manuel Antonio de la Bodega y Mollinedo (1753-1835)                                      | 5 de agosto de 1813                                                                      | 4 de mayo de 1814                                                                        | 272 días                                                                                 | Liberales Moderados                                                                      |                                                                                          |                                    | Fernando VII (1808-1833)                             |
| | Manuel Antonio de la Bodega y Mollinedo (1753-1835)                                      | 5 de agosto de 1813                                                                      | 4 de mayo de 1814                                                                        | 272 días                                                                                 | Liberales Moderados                                                                      | Juan O'Donoju                                                                            |                                    | Fernando VII (1808-1833)                             |
| | Manuel Antonio de la Bodega y Mollinedo (1753-1835)                                      | 5 de agosto de 1813                                                                      | 4 de mayo de 1814                                                                        | 272 días                                                                                 | Liberales Moderados                                                                      | José Luyando                                                                             |                                    | Fernando VII (1808-1833)                             |
| | Miguel de Lardizabal (1744-1823)                                                         | 4 de mayo de 1814                                                                        | 28 de junio de 1814                                                                      | 55 días                                                                                  | Absolutista                                                                              |                                                                                          | José Miguel de Carvajal y Manrique | Fernando VII (1808-1833)                             |
| Secretaría de Estado y del Despacho de Indias (1814-1815) |                                                                                          |                                                                                          |                                                                                          |                                                                                          |                                                                                          |                                                                                          |                                    |                                                      |
| | Miguel de Lardizabal (1744-1823)                                                         | 28 de junio de 1814                                                                      | 18 de septiembre de 1815                                                                 | 82 días                                                                                  | Absolutista                                                                              |                                                                                          | Pedro Cevallos Guerra              | Fernando VII (1808-1833)                             |
| Asuntos repartidos por materia entre los diferentes ministerios. |                                                                                          |                                                                                          |                                                                                          |                                                                                          |                                                                                          |                                                                                          |                                    |                                                      |
| Secretaría de Estado y del Despacho de la Gobernación de Ultramar (1820-1823) |                                                                                          |                                                                                          |                                                                                          |                                                                                          |                                                                                          |                                                                                          |                                    |                                                      |
| | Antonio González Salmón (1768-1834) ministro interino                                    | 10 de marzo de 1820                                                                      | 17 de marzo de 1820                                                                      | 7 días                                                                                   | Liberales Moderados                                                                      |                                                                                          | Evaristo Pérez de Castro           | Fernando VII (1808-1833)                             |
| | Antonio Porcel Román (1755-1832)                                                         | 17 de marzo de 1820                                                                      | 29 de noviembre de 1820                                                                  | 257 días                                                                                 | Liberales Moderados                                                                      |                                                                                          | Evaristo Pérez de Castro           | Fernando VII (1808-1833)                             |
| | Ramón Gil de la Cuadra (1775-1860)                                                       | 29 de noviembre de 1820                                                                  | 2 de marzo de 1821                                                                       | 93 días                                                                                  | Liberales Moderados                                                                      |                                                                                          | Evaristo Pérez de Castro           | Fernando VII (1808-1833)                             |
| | Antonio de Guilleman ministro interino                                                   | 2 de marzo de 1821                                                                       | 4 de marzo de 1821                                                                       | 2 días                                                                                   | Liberales Moderados                                                                      |                                                                                          | Joaquín Anduaga Cuenca             | Fernando VII (1808-1833)                             |
| | Antonio de Guilleman ministro interino                                                   | 2 de marzo de 1821                                                                       | 4 de marzo de 1821                                                                       | 2 días                                                                                   | Liberales Moderados                                                                      | Eusebio Bardají Azara                                                                    |                                    | Fernando VII (1808-1833)                             |
| | Ramón Olaguer Feliú (1784-1831)                                                          | 4 de marzo de 1821                                                                       | 3 de junio de 1821                                                                       | 91 días                                                                                  | Liberales Moderados                                                                      |                                                                                          |                                    | Fernando VII (1808-1833)                             |
| | Ramón López-Pelegrín (1767-1841)                                                         | 3 de junio de 1821                                                                       | 28 de febrero de 1822                                                                    | 270 días                                                                                 | Liberales Moderados                                                                      |                                                                                          |                                    | Fernando VII (1808-1833)                             |
| | Manuel de la Bodega Mollinedo (1753-1835)                                                | 28 de febrero de 1822                                                                    | 13 de marzo de 1822                                                                      | 13 días                                                                                  | Liberales Moderados                                                                      |                                                                                          | Francisco Martínez de la Rosa      | Fernando VII (1808-1833)                             |
| | Diego Clemencín (1765-1834)                                                              | 13 de marzo de 1822                                                                      | 5 de agosto de 1822                                                                      | 145 días                                                                                 | Liberales Moderados                                                                      |                                                                                          | Francisco Martínez de la Rosa      | Fernando VII (1808-1833)                             |
| | José Manuel de Vadillo (1777-1858)                                                       | 5 de agosto de 1822                                                                      | 7 de mayo de 1823                                                                        | 275 días                                                                                 | Liberales Moderados                                                                      |                                                                                          | Evaristo Fernández de San Miguel   | Fernando VII (1808-1833)                             |
| | Pedro Urquinaona (1778-?)                                                                | 7 de mayo de 1823                                                                        | 18 de mayo de 1823                                                                       | 11 días                                                                                  | Liberales Moderados                                                                      |                                                                                          | Álvaro Flórez Estrada              | Fernando VII (1808-1833)                             |
| | Francisco de Paula Ossorio y Vargas (1762-1830) ministro interino                        | 18 de mayo de 1823                                                                       | 30 de septiembre de 1823                                                                 | 135 días                                                                                 | Liberales Moderados                                                                      |                                                                                          | Álvaro Flórez Estrada              | Fernando VII (1808-1833)                             |
| Antes de 1863, repartidas en diversos ministerios. |                                                                                          |                                                                                          |                                                                                          |                                                                                          |                                                                                          |                                                                                          |                                    |                                                      |
| Ministerio de Ultramar (1863-1899) |                                                                                          |                                                                                          |                                                                                          |                                                                                          |                                                                                          |                                                                                          |                                    |                                                      |
| | Manuel Pando Fernández de Pinedo (1792-1872) ministro interino                           | 2 de marzo de 1863                                                                       | 20 de mayo de 1863                                                                       | 79 días                                                                                  | Moderado                                                                                 |                                                                                          | II Marqués de Miraflores           | Isabel II (1833-1868)                                |
| | José Gutiérrez de la Concha (1809-1895) ministro interino                                | 20 de mayo de 1863                                                                       | 6 de agosto de 1863                                                                      | 78 días                                                                                  | Moderado                                                                                 |                                                                                          | II Marqués de Miraflores           | Isabel II (1833-1868)                                |
| | Francisco Permanyer Tuyets (1817-1864)                                                   | 6 de agosto de 1863                                                                      | 29 de noviembre de 1863                                                                  | 115 días                                                                                 | Moderado                                                                                 |                                                                                          | II Marqués de Miraflores           | Isabel II (1833-1868)                                |
| | José Gutiérrez de la Concha (1809-1895) ministro interino                                | 29 de noviembre de 1863                                                                  | 17 de enero de 1864                                                                      | 49 días                                                                                  | Moderado                                                                                 |                                                                                          | II Marqués de Miraflores           | Isabel II (1833-1868)                                |
| | Alejandro de Castro Casal (1812-1881)                                                    | 17 de enero de 1864                                                                      | 1 de marzo de 1864                                                                       | 44 días                                                                                  | Moderado                                                                                 |                                                                                          | I Arrazola                         | Isabel II (1833-1868)                                |
| | Diego López Ballesteros (1804-1869)                                                      | 1 de marzo de 1864                                                                       | 16 de septiembre de 1864                                                                 | 199 días                                                                                 | Moderado                                                                                 |                                                                                          | I Mon y Menéndez                   | Isabel II (1833-1868)                                |
| | Manuel Seijas Lozano (1800-1868)                                                         | 16 de septiembre de 1864                                                                 | 21 de junio de 1865                                                                      | 278 días                                                                                 | Moderado                                                                                 |                                                                                          | VI Narváez                         | Isabel II (1833-1868)                                |
| | Antonio Cánovas del Castillo (1828-1897)                                                 | 21 de junio de 1865                                                                      | 10 de julio de 1866                                                                      | 1 año y 19 días                                                                          | Unión Liberal                                                                            |                                                                                          | IV O'Donnell                       | Isabel II (1833-1868)                                |
| | Alejandro de Castro Casal (1812-1881)                                                    | 10 de julio de 1866                                                                      | 27 de octubre de 1867                                                                    | 1 año y 109 días                                                                         | Moderado                                                                                 |                                                                                          | VII Narváez                        | Isabel II (1833-1868)                                |
| | Carlos Marfori y Callejas (1821-1892)                                                    | 27 de octubre de 1867                                                                    | 15 de junio de 1868                                                                      | 232 días                                                                                 | Moderado                                                                                 |                                                                                          | VII Narváez                        | Isabel II (1833-1868)                                |
| | Carlos Marfori y Callejas (1821-1892)                                                    | 27 de octubre de 1867                                                                    | 15 de junio de 1868                                                                      | 232 días                                                                                 | Moderado                                                                                 | II González Bravo                                                                        |                                    | Isabel II (1833-1868)                                |
| | Tomás Rodríguez Rubí (1817-1890)                                                         | 15 de junio de 1868                                                                      | 20 de septiembre de 1868                                                                 | 97 días                                                                                  | Moderado                                                                                 |                                                                                          |                                    | Isabel II (1833-1868)                                |
| | Tomás Rodríguez Rubí (1817-1890)                                                         | 15 de junio de 1868                                                                      | 20 de septiembre de 1868                                                                 | 97 días                                                                                  | Moderado                                                                                 | I Gutiérrez de la Concha                                                                 |                                    | Isabel II (1833-1868)                                |
| | José Nacarino Bravo (1817-?)                                                             | 20 de septiembre de 1868                                                                 | 30 de septiembre de 1868                                                                 | 10 días                                                                                  | Moderado                                                                                 |                                                                                          |                                    | Isabel II (1833-1868)                                |
| | Adelardo López de Ayala (1828-1879)                                                      | 8 de octubre de 1868                                                                     | 21 de mayo de 1869                                                                       | 225 días                                                                                 | Unión Liberal                                                                            |                                                                                          | I Serrano                          | Francisco Serrano (regente) (1869-1871)              |
| | Juan Bautista Topete (1821-1885) ministro interino                                       | 21 de mayo de 1869                                                                       | 13 de julio de 1869                                                                      | 53 días                                                                                  | Progresista                                                                              |                                                                                          | II Serrano                         | Francisco Serrano (regente) (1869-1871)              |
| | Juan Bautista Topete (1821-1885) ministro interino                                       | 21 de mayo de 1869                                                                       | 13 de julio de 1869                                                                      | 53 días                                                                                  | Progresista                                                                              | I Prim                                                                                   |                                    | Francisco Serrano (regente) (1869-1871)              |
| | Manuel Becerra y Bermúdez (1820-1896)                                                    | 13 de julio de 1869                                                                      | 31 de marzo de 1870                                                                      | 261 días                                                                                 | Progresista                                                                              |                                                                                          |                                    | Francisco Serrano (regente) (1869-1871)              |
| | Segismundo Moret y Prendergast (1833-1913)                                               | 31 de marzo de 1870                                                                      | 27 de diciembre de 1870                                                                  | 271 días                                                                                 | Progresista                                                                              |                                                                                          |                                    | Francisco Serrano (regente) (1869-1871)              |
| | Adelardo López de Ayala (1828-1879)                                                      | 27 de diciembre de 1870                                                                  | 4 de enero de 1871                                                                       | 209 días                                                                                 | Unión Liberal                                                                            |                                                                                          | I Topete                           | Francisco Serrano (regente) (1869-1871)              |
| 4 de enero de 1871 | Adelardo López de Ayala (1828-1879)                                                      | 24 de julio de 1871                                                                      |                                                                                          | 209 días                                                                                 | Unión Liberal                                                                            | III Serrano                                                                              | Amadeo I (1871-1873)               |                                                      |
| | Tomás Mosquera (1823-1890)                                                               | 24 de julio de 1871                                                                      | 5 de octubre de 1871                                                                     | 73 días                                                                                  | Demócrata                                                                                |                                                                                          | Amadeo I (1871-1873)               | I Ruiz Zorrilla                                      |
| | Víctor Balaguer (1824-1901)                                                              | 5 de octubre de 1871                                                                     | 21 de diciembre de 1871                                                                  | 77 días                                                                                  | Constitucionalista                                                                       |                                                                                          | Amadeo I (1871-1873)               | I Malcampo                                           |
| | Juan Bautista Topete (1821-1885)                                                         | 21 de diciembre de 1871                                                                  | 20 de febrero de 1872                                                                    | 61 días                                                                                  | Constitucionalista                                                                       |                                                                                          | Amadeo I (1871-1873)               | I Sagasta                                            |
| | Cristóbal Martín de Herrera (1831-1878)                                                  | 20 de febrero de 1872                                                                    | 26 de mayo de 1872                                                                       | 96 días                                                                                  | Constitucionalista                                                                       |                                                                                          | Amadeo I (1871-1873)               | II Sagasta                                           |
| | Adelardo López de Ayala (1828-1879)                                                      | 26 de mayo de 1872                                                                       | 13 de junio de 1872                                                                      | 18 días                                                                                  | Constitucionalista                                                                       |                                                                                          | Amadeo I (1871-1873)               | IV Serrano                                           |
| | Eduardo Gasset y Artime (1832-1884)                                                      | 13 de junio de 1872                                                                      | 19 de diciembre de 1872                                                                  | 189 días                                                                                 | Demócrata                                                                                |                                                                                          | Amadeo I (1871-1873)               | II Ruiz Zorrilla                                     |
| | Tomás Mosquera (1823-1890)                                                               | 19 de diciembre de 1872                                                                  | 11 de febrero de 1873                                                                    | 54 días                                                                                  | Demócrata                                                                                |                                                                                          | Amadeo I (1871-1873)               | II Ruiz Zorrilla                                     |
| | Francisco Salmerón y Alonso (1822-1878)                                                  | 11 de febrero de 1873                                                                    | 24 de febrero de 1873                                                                    | 13 días                                                                                  | Republicano Federal                                                                      |                                                                                          | I Figueras                         | Mire la lista de presidentes de la Primera República |
| | Francisco Salmerón y Alonso (1822-1878)                                                  | 11 de febrero de 1873                                                                    | 24 de febrero de 1873                                                                    | 13 días                                                                                  | Republicano Federal                                                                      | II Figueras                                                                              |                                    | Mire la lista de presidentes de la Primera República |
| | José Cristóbal Sorní y Grau (1813-1888)                                                  | 24 de febrero de 1873                                                                    | 28 de junio de 1873                                                                      | 124 días                                                                                 | Republicano Federal                                                                      |                                                                                          | III Figueras                       | Mire la lista de presidentes de la Primera República |
| | José Cristóbal Sorní y Grau (1813-1888)                                                  | 24 de febrero de 1873                                                                    | 28 de junio de 1873                                                                      | 124 días                                                                                 | Republicano Federal                                                                      | IV Figueras                                                                              |                                    | Mire la lista de presidentes de la Primera República |
| | José Cristóbal Sorní y Grau (1813-1888)                                                  | 24 de febrero de 1873                                                                    | 28 de junio de 1873                                                                      | 124 días                                                                                 | Republicano Federal                                                                      | I Pi y Margall                                                                           |                                    | Mire la lista de presidentes de la Primera República |
| | Francisco Suñer (1826-1898)                                                              | 28 de junio de 1873                                                                      | 18 de julio de 1873                                                                      | 20 días                                                                                  | Republicano Federal                                                                      |                                                                                          |                                    | Mire la lista de presidentes de la Primera República |
| | Eduardo Palanca (1837-1900)                                                              | 18 de julio de 1873                                                                      | 4 de septiembre de 1873                                                                  | 48 días                                                                                  | Republicano Federal                                                                      |                                                                                          | I Salmerón                         | Mire la lista de presidentes de la Primera República |
| | Santiago Soler y Pla (1839-1888)                                                         | 8 de septiembre de 1873                                                                  | 3 de enero de 1874                                                                       | 117 días                                                                                 | Republicano Unitario                                                                     |                                                                                          | I Castelar                         | Mire la lista de presidentes de la Primera República |
| | Víctor Balaguer (1824-1901)                                                              | 3 de enero de 1874                                                                       | 26 de febrero de 1874                                                                    | 54 días                                                                                  | Constitucionalista                                                                       |                                                                                          | IV Serrano                         | Mire la lista de presidentes de la Primera República |
| | Víctor Balaguer (1824-1901)                                                              | 3 de enero de 1874                                                                       | 26 de febrero de 1874                                                                    | 54 días                                                                                  | Constitucionalista                                                                       | I Zabala de la Puente                                                                    |                                    | Mire la lista de presidentes de la Primera República |
| | Antonio Romero Ortiz (1822-1884)                                                         | 26 de febrero de 1874                                                                    | 31 de diciembre de 1874                                                                  | 308 días                                                                                 | Constitucionalista                                                                       |                                                                                          |                                    | Mire la lista de presidentes de la Primera República |
| | Antonio Romero Ortiz (1822-1884)                                                         | 26 de febrero de 1874                                                                    | 31 de diciembre de 1874                                                                  | 308 días                                                                                 | Constitucionalista                                                                       | III Sagasta                                                                              |                                    | Mire la lista de presidentes de la Primera República |
| | Adelardo López de Ayala (1828-1879)                                                      | 31 de diciembre de 1874                                                                  | 14 de enero de 1877                                                                      | 2 años y 14 días                                                                         | Conservador                                                                              |                                                                                          | I Cánovas                          | Alfonso XII (1874-1885)                              |
| | Adelardo López de Ayala (1828-1879)                                                      | 31 de diciembre de 1874                                                                  | 14 de enero de 1877                                                                      | 2 años y 14 días                                                                         | Conservador                                                                              | I Jovellar                                                                               |                                    | Alfonso XII (1874-1885)                              |
| | Adelardo López de Ayala (1828-1879)                                                      | 31 de diciembre de 1874                                                                  | 14 de enero de 1877                                                                      | 2 años y 14 días                                                                         | Conservador                                                                              | II Cánovas                                                                               |                                    | Alfonso XII (1874-1885)                              |
| | Cristóbal Martín de Herrera (1831-1878)                                                  | 14 de enero de 1877                                                                      | 12 de febrero de 1878                                                                    | 1 año y 29 días                                                                          | Conservador                                                                              |                                                                                          |                                    | Alfonso XII (1874-1885)                              |
| | José Elduayen Gorriti (1823-1898)                                                        | 12 de febrero de 1878                                                                    | 7 de marzo de 1879                                                                       | 1 año y 23 días                                                                          | Conservador                                                                              |                                                                                          |                                    | Alfonso XII (1874-1885)                              |
| | Manuel Orovio Echagüe (1817-1883) Ministro interino                                      | 7 de marzo de 1879                                                                       | 15 de marzo de 1879                                                                      | 8 días                                                                                   | Conservador                                                                              |                                                                                          | I Martínez-Campos                  | Alfonso XII (1874-1885)                              |
| | Salvador Albacete (1827-1890)                                                            | 15 de marzo de 1879                                                                      | 9 de diciembre de 1879                                                                   | 269 días                                                                                 | Conservador                                                                              |                                                                                          | I Martínez-Campos                  | Alfonso XII (1874-1885)                              |
| | José Elduayen Gorriti (1823-1898)                                                        | 9 de diciembre de 1879                                                                   | 19 de marzo de 1880                                                                      | 101 días                                                                                 | Conservador                                                                              |                                                                                          | III Cánovas                        | Alfonso XII (1874-1885)                              |
| | Cayetano Sánchez Bustillo (1839-1908)                                                    | 19 de marzo de 1880                                                                      | 8 de febrero de 1881                                                                     | 326 días                                                                                 | Conservador                                                                              |                                                                                          | III Cánovas                        | Alfonso XII (1874-1885)                              |
| | Fernando León y Castillo (1842-1918)                                                     | 8 de febrero de 1881                                                                     | 9 de enero de 1883                                                                       | 1 año y 335 días                                                                         | Liberal                                                                                  |                                                                                          | IV Sagasta                         | Alfonso XII (1874-1885)                              |
| | Gaspar Núñez de Arce (1832-1903)                                                         | 9 de enero de 1883                                                                       | 13 de octubre de 1883                                                                    | 277 días                                                                                 | Liberal                                                                                  |                                                                                          | IV Sagasta                         | Alfonso XII (1874-1885)                              |
| | Estanislao Suárez Inclán (1822-1890)                                                     | 13 de octubre de 1883                                                                    | 18 de enero de 1884                                                                      | 97 días                                                                                  | Liberal                                                                                  |                                                                                          | I Jovellar                         | Alfonso XII (1874-1885)                              |
| | Manuel Aguirre de Tejada (1827-1911)                                                     | 18 de enero de 1884                                                                      | 27 de noviembre de 1885                                                                  | 1 año y 313 días                                                                         | Conservador                                                                              |                                                                                          | IV Cánovas                         | Alfonso XII (1874-1885)                              |
| | Germán Gamazo y Calvo (1840-1901)                                                        | 27 de noviembre de 1885                                                                  | 10 de octubre de 1886                                                                    | 317 días                                                                                 | Liberal                                                                                  |                                                                                          | V Sagasta                          | Alfonso XIII (1886-1931)                             |
| | Víctor Balaguer (1824-1901)                                                              | 10 de octubre de 1886                                                                    | 14 de junio de 1888                                                                      | 1 año y 248 días                                                                         | Liberal                                                                                  |                                                                                          | V Sagasta                          | Alfonso XIII (1886-1931)                             |
| | Trinitario Ruiz Capdepón (1836-1911)                                                     | 14 de junio de 1888                                                                      | 11 de diciembre de 1888                                                                  | 180 días                                                                                 | Liberal                                                                                  |                                                                                          | VI Sagasta                         | Alfonso XIII (1886-1931)                             |
| | Manuel Becerra y Bermúdez (1820-1896)                                                    | 11 de diciembre de 1888                                                                  | 5 de julio de 1890                                                                       | 1 año y 206 días                                                                         | Liberal                                                                                  |                                                                                          | VII Sagasta                        | Alfonso XIII (1886-1931)                             |
| | Manuel Becerra y Bermúdez (1820-1896)                                                    | 11 de diciembre de 1888                                                                  | 5 de julio de 1890                                                                       | 1 año y 206 días                                                                         | Liberal                                                                                  | VIII Sagasta                                                                             |                                    | Alfonso XIII (1886-1931)                             |
| | Antonio María Fabié (1832-1899)                                                          | 5 de julio de 1890                                                                       | 23 de noviembre de 1891                                                                  | 1 año y 141 días                                                                         | Conservador                                                                              |                                                                                          | VI Cánovas                         | Alfonso XIII (1886-1931)                             |
| | Francisco Romero Robledo (1838-1906)                                                     | 23 de noviembre de 1891                                                                  | 11 de diciembre de 1892                                                                  | 1 año y 18 días                                                                          | Conservador                                                                              |                                                                                          | VII Cánovas                        | Alfonso XIII (1886-1931)                             |
| | Antonio Maura (1853-1924)                                                                | 11 de diciembre de 1892                                                                  | 12 de marzo de 1894                                                                      | 1 año y 91 días                                                                          | Liberal                                                                                  |                                                                                          | IX Sagasta                         | Alfonso XIII (1886-1931)                             |
| | Manuel Becerra y Bermúdez (1820-1896)                                                    | 12 de marzo de 1894                                                                      | 4 de noviembre de 1894                                                                   | 237 días                                                                                 | Liberal                                                                                  |                                                                                          | X Sagasta                          | Alfonso XIII (1886-1931)                             |
| | Buenaventura Abárzuza Ferrer (1843-1910)                                                 | 4 de noviembre de 1894                                                                   | 23 de marzo de 1895                                                                      | 1 año y 78 días                                                                          | Liberal                                                                                  |                                                                                          | XI Sagasta                         | Alfonso XIII (1886-1931)                             |
| | Tomás Castellano y Villarroya (1850-1906)                                                | 23 de marzo de 1895                                                                      | 4 de octubre de 1897                                                                     | 2 años y 195 días                                                                        | Conservador                                                                              |                                                                                          | VIII Cánovas                       | Alfonso XIII (1886-1931)                             |
| | Tomás Castellano y Villarroya (1850-1906)                                                | 23 de marzo de 1895                                                                      | 4 de octubre de 1897                                                                     | 2 años y 195 días                                                                        | Conservador                                                                              | II Azcárraga Palmero                                                                     |                                    | Alfonso XIII (1886-1931)                             |
| | Segismundo Moret Prendergast (1833-1913)                                                 | 4 de octubre de 1897                                                                     | 18 de mayo de 1898                                                                       | 226 días                                                                                 | Liberal                                                                                  |                                                                                          | XII Sagasta                        | Alfonso XIII (1886-1931)                             |
| | Vicente Romero Girón (1835-1900)                                                         | 18 de mayo de 1898                                                                       | 4 de marzo de 1899                                                                       | 290 días                                                                                 | Liberal                                                                                  |                                                                                          | XIII Sagasta                       | Alfonso XIII (1886-1931)                             |
| Raimundo Fernández Villaverde, bajo la presidencia de Francisco Silvela, actuó como ministro de Hacienda y se hizo cargo de los asuntos pendientes de Ultramar hasta el cese definitivo del ministerio mediante el Real Decreto de 25 de abril de 1899. |                                                                                          |                                                                                          |                                                                                          |                                                                                          |                                                                                          |                                                                                          |                                    |                                                      |
| Asuntos repartidos por materia entre los diferentes ministerios. |                                                                                          |                                                                                          |                                                                                          |                                                                                          |                                                                                          |                                                                                          |                                    |                                                      |